# Jakob Nill
Jakob Nill (* 16. Februar 1875 in Bodelshausen; † 16. Januar 1960 ebenda; eigentlich: Johann Jakob Nill) war ein deutscher Politiker der SPD.

## Leben

### Jugend
Im Alter von 11 Jahren im Jahre 1886 wanderte Jakob mit seiner Familie in die USA aus. Jakobs Vater Johann Michael Nill wollte so verhindern, dass seine Söhne Soldaten werden. Jedoch kehrte die Mutter mit den Söhnen Bernhard und Jakob bereits nach sechs Monaten enttäuscht wieder zurück. Der Vater und Bruder Konrad kehrten später ebenfalls zurück.

### Ausbildung
Nach Abschluss der Volksschule 1889, ein Besuch des Gymnasiums blieb ihm aufgrund des zu hohen Schulgeldes verwehrt, erlernte er den Beruf des Schreiners.

### Politik
Bereits im Alter von 18 Jahren trat er 1893 in den Holzarbeiterverband ein. Nur zwei Jahre später im Jahre 1895 gründete er den Ortsverein der SPD, deren Vorsitzender er wurde. 1906 kandidierte er erfolglos für die Reichstagsnachwahl in Hohenzollern.
Im Jahre 1908 wurde er erstmals in den Gemeinderat von Bodelshausen gewählt, dem er bis 1933 angehörte. Dabei war er von 1922 bis 1933 stellvertretender Bürgermeister der Gemeinde. Außerdem gehörte er von 1920 bis 1932 dem Bezirksrat an.
Bei den Landtagswahlen am 12. Januar 1919 wurde er in die verfassungsgebende Landesversammlung gewählt, der er bis zum 16. September 1919 angehörte. Von 1922 bis 1923 gehörte er dem Kreistag an. Nach Ende des Zweiten Weltkriegs wurden am 14. Dezember 1945 mit Zustimmung des französischen Kreisgouverneurs im Landkreis Tübingen Gemeinderäte eingesetzt. Unter ihnen war Jakob Nill, der für Bodelshausen die Geschäfte des Bürgermeisters übernahm.
An seinem 80. Geburtstag am 16. Februar 1955 wurde Jakob Nill zum Ehrenbürger von Bodelshausen ernannt. Darüber hinaus erhielt er am selben Tag das Verdienstkreuz am Bande des Bundesverdienstordens in Anerkennung der Verdienste, die sich Jakob Nill nach dem Zweiten Weltkrieg um seine Heimat erworben hat.